# Chad Michaels

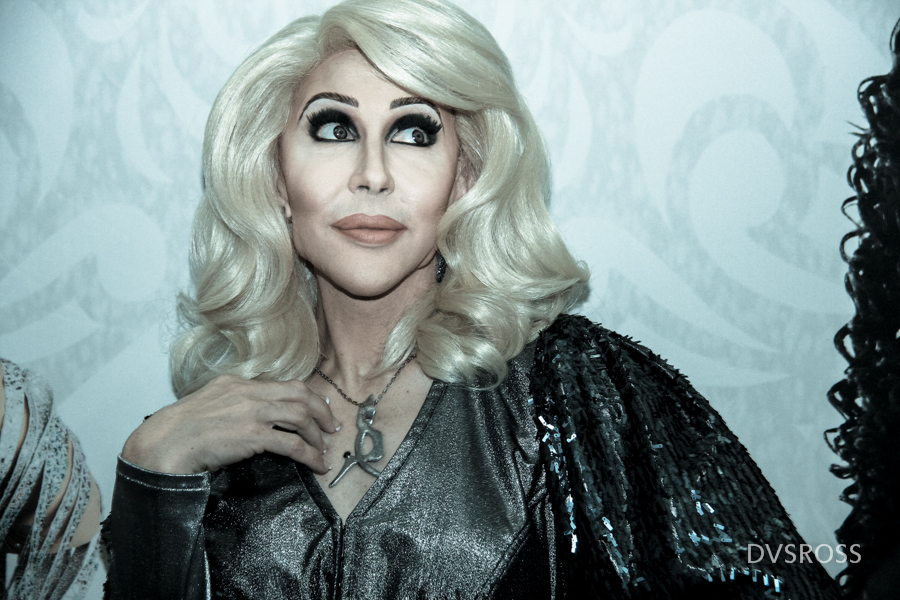
Chad Michaels (2018)

Chad Michaels (* 20. März 1971) ist eine US-amerikanische Dragqueen und professioneller Cher-Imitator. Er war Finalist der vierten Staffel von RuPaul’s Drag Race und gewann die erste Staffel des Spinoffs RuPaul’s Drag Race: All Stars.

## Leben und Schaffen

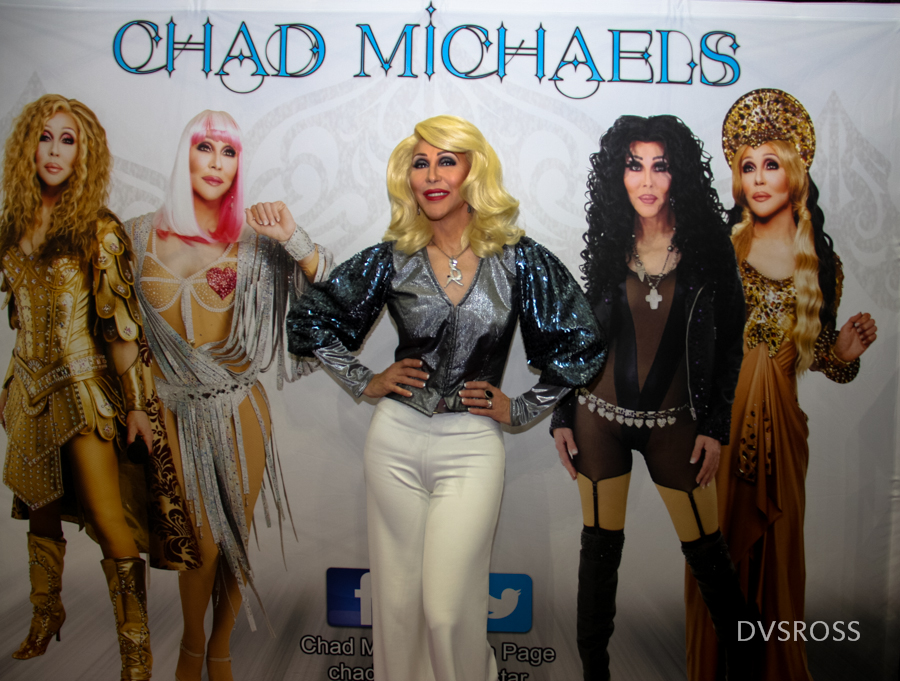
Chad Michaels bei der DragCon 2018

Michaels wuchs in San Diego auf. Seine Dragmutter hieß Hunter und stylte Michaels, als dieser 22 Jahre alt war, erstmals als Cher. Er begann 1992 in Drag aufzutreten bei der Dreamgirls Revue in San Diego. Sein Dragname war zunächst Brigitte Love. Nach einer Show bei „An Evening at the Cage“ in Las Vegas, bei der gefordert wurde, dass die Auftretenden mit ihrem männlichen Namen vorgestellt werden, entschied Michaels, diesen dauerhaft als Dragnamen zu benutzen. Michaels produziert und moderiert die Dreamgirls Revue, in der immer wieder RuPaul’s Drag Race-Kandidatinnen auftreten. Morgan McMichaels, eine Kandidatin der zweiten regulären Staffel und der dritten Staffel des Spinoffs RuPaul’s Drag Race: All Stars ist Michaels’ Dragtochter.
2002 hatte Michaels bei MADtv erstmals im Fernsehen einen Gastauftritt als Cher-Imitator. In Kath & Kim spielte er 2009 als Cher. 2012 trat er in der vierten Staffel von RuPaul’s Drag Race an, in der er in der Snatch Game-Challenge Cher spielte und schließlich ins Finale gelangt; in der ersten Staffel von RuPaul’s Drag Race: All Stars, die er gewann, und in der dritten Staffel von RuPaul’s Drag U als ein Professor/Mentor.  Als Gast erschien er in der achten Staffel und als Cher in der Episode Cher: The Unauthorised Rusical der zehnten Staffel der regulären Show, sowie in den drei folgenden AllStars-Staffeln. 2015 spielte er einen Cher-Imitatior in Jane the Virgin und in 2 Broke Girls. 2019 ging Michaels mit Farrah Moan, einer Kandidatin der neunten Staffel von RuPaul’s Drag Race, auf eine Burlesque-Tour nach dem gleichnamigen Film, in dem die Hauptrollen Cher und Christina Aguilera spielten, die die beiden Dragqueens bei dieser Tour verkörperten. 2020 war Michaels in RuPauls Serie AJ and the Queen mit einem Auftritt zu dem ABBA-Song Waterloo zu sehen, das Cher 2018 auf ihrem Album Dancing Queen gecovert hatte.

## Filmografie
- 2002: MADtv (Fernsehserie, 1 Episode)
- 2003: E! True Hollywood Story (Dokumentarserie, 1 Episode)
- 2007: Women’s Murder Club (Fernsehserie, 1 Episode)
- 2009: Kath & Kim (Fernsehserie, 1 Episode)
- 2012, 2016, 2018, 2024: RuPaul’s Drag Race, Kandidatin Staffel 4, Gast Staffeln 8, 10 und 16
- 2012: RuPaul’s Drag U, Staffel 3
- 2012, 2016, 2018, 2019: RuPaul’s Drag Race: All Stars, Kandidatin Staffel 1, Gast Staffeln 2–4
- 2015: Jane the Virgin (Fernsehserie, 1 Episode)
- 2015: 2 Broke Girls (Fernsehserie, 1 Episode)
- 2020: AJ and the Queen (Fernsehserie, 1 Episode)